# 新殿村
新殿村（にいどのむら）は福島県安達郡にあった村。現在の二本松市の南東部、国道459号沿線、口太川・移川の中流域にあたる。

## 地理
- 山：石平山、麓山、白猪森
- 河川：口太川、移川

## 歴史
- 1889年（明治22年）4月1日 - 町村制の施行により、西新殿村、東新殿村、杉沢村、初森村が合併して発足。
- 1955年（昭和30年）1月1日 - 小浜町・旭村と合併して岩代町が発足。同日新殿村廃止。